# Хибридно обучение
Хибридно или смесено обучение образователен подход, който съчетава обучението с участие на учител (лице в лице) и онлайн-обучение.
Изисква физическо присъствие както на учител, така и на ученик, с възможност и някои елементи на контрол на ученика върху времето и мястото, включително пътя до лекционната среда или темпото на обучение. Разбира се учениците все още посещават традиционни училища от типа „тухли и хоросан“, или пък по-новите социалистически училища, както и новите частни колежи с присъстващ учител и преподавател, практиките в класната стая и лекционна зала, освен лице в лице се комбинират и с работа с компютър и дори компютърно медиирани дейности по отношение на съдържанието на урока, лекцията и от страна на преподавателя, на преподаването на лекцията, като той може да ползва компютър или лаптоп, настроен за това. Хибридното или смесено обучение се използва и в условия за професионално, университетско развитие и обучение.
Макар да звучи твърде очевидно, действително смесеното обучение е силно зависимо от контекста, универсалната концепция за него е не просто трудна, а но трябва да се приспособява към средата, особено в технологичен аспект. Някои доклади твърдят, че липсата на консенсус относно твърдата дефиниция на смесеното обучение е довела до трудности в изследванията на неговата ефективност. Например едно доста цитирано проучване от 2013 г. широко дефинира смесеното обучение като смес от онлайн и лично предаване, където онлайн частта действително ефективно действа като друг вид на контакта лице в лице (когато се използват визуални средства като Skype), при който е възможна комуникацията, вместо да го допълва.
Също така, метаанализ от 2015, който разглежда исторически чрез изчерпателен преглед на основани на източници и доказателства изследователски проучвания около смесеното учене, открива общи черти в дефинициите, като това, че смесеното обучение се счита за комбинация от традиционни f2f [лице в лице] начини на обучение с онлайн начини на учене, базирани на технологично опосредствано обучение, при което всички участници в учебния процес са разделени от технологично-математически варианти като разстояние до време-пространство. Този доклад също така установява, че всички тези проучвания, базирани на доказателства, стигат до заключението, че постиженията на учениците са по-високи при смесено учене в сравнение с напълно онлайн или изцяло директно обучение.
„Смесено обучение“ понякога се използва в същия дух като „персонализирано обучение“.

## В България
Смесената форма на редовно и задочно (дистанционно) обучение е сравнително нова система на обучение в България, но с времето се налага, като абсолютно необходима и дори функционална. Българското образование е гъвкаво, още от времето на Възраждането, и позволява въвеждането на различни типове, особено смесена форма, на обучението, тогава в училищата, като паралелките биват смесени, момичета/момчета, различни класове и учебен стадий на ученика. Вече все повече висши учебни заведения в България започват да налагат тази форма на обучение. Тази система на обучение позволява на студентите, да организират времето си по най-подходящият за тях начин, което я прави очевидно много привлекателна за студентите, които искат и се стремят да са финансово независими, като работят докато се обучават. Този метод осигурява бърз достъп до необходимата информация и съответно бърза обратна връзка от страна на преподавателите. Комуникацията в някои аспекти на онлайн общуването, между студенти и преподаватели, е исторически обусловена и йерархично натоварена, като поставената цел за висшите училища е да се постигне в обозримо бъдеще бърза, ефикасна и лесна комуникация и работа ученик/студент – преподавател, с цел постигане на учебни и дори образователни резултати.
Смесената форма на обучение дава възможности за развитие на различни практически умения; придобиване на знания, съчетавайки нови методи, подходи и стилове на обучение; въвеждане на новаторски техники при организацията на учебния процес (комбинация между формални и неформални средства) и други.
Основна причина да се прилага смесената форма на обучение е наличието на всички предимства на дистанционното обучение, като изключва повечето му недостатъци.
Някои от предимствата на смесената форма на обучение:
- студентите са със статут на редовно обучение, могат да бъдат здравно осигурявани и да получават стипендии от университета;
- придобитите и усвоени знания и умения се прилагат от тях по време на курса, като те получават текущи оценки и обратна връзка;
- учащият не е обвързан с ежедневни посещения на лекции и упражнения – може да избира приоритетните за него курсове и да ги изучава редовно;
- общуването е двустранно, позволяващо прилагане на индивидуален подход;
- методът е гъвкав, стимулиращ студентите към самостоятелна работа и теоретично мислене.

Смесената форма на обучение в България се предлага в Нов Български Университет.